# Eutropis englei
Espèce
Synonymes
- Mabuya englei Taylor, 1925

Statut de conservation UICN

 DD  : Données insuffisantes
Eutropis englei est une espèce de sauriens de la famille des Scincidae.

## Répartition
Cette espèce est endémique de l'île de Mindanao aux Philippines. Elle y a été collectée par Henri H. Taylor lors de son voyage sur la côte de Cotabato pour y prélever des spécimens. De nouveaux éléments montrent que E. englei sont observés surtout dans les zones agricoles à canopée ouverte, le long des sentiers et dans la litière de feuilles des lisières de forêt mais pas dans la forêt elle-même. Ces forêts sont à une altitude comprise entre 100 et 500 mètres.

## Étymologie
Cette espèce est nommée en l'honneur de Francis G. Engle (1888-1974).

## Publication originale
- Taylor, 1925 : Additions to the herpetological fauna of the Philippines, IV. The Philippine Journal of Science, vol. 26, p. 97-111.